# Chung Jong-kwan
Chung Jong-kwan (* 30. November 1961 in Hampyeong, Südkorea) ist ein ehemaliger südkoreanischer Boxer im Fliegengewicht.

## Profikarriere
Im Jahre 1981 begann er seine Profikarriere. Am 20. Dezember 1985 boxte er gegen Kwon Soon-chun um die IBF-Weltmeisterschaft und gewann durch technischen K. o. in Runde 4. Diesen Gürtel verlor er allerdings bereits in seiner ersten Titelverteidigung an Chung Bi-won im April des darauffolgenden Jahres nach Punkten. 
Im Jahre 1989 beendete er seine Karriere.